# Maart 2014
Dit artikel geeft een chronologisch overzicht van de belangrijkste gebeurtenissen per dag van de maand maart in het jaar 2014.

## Gebeurtenissen

### 1 maart
- Bij een aanslag in het station van Kunming, de hoofdstad van de Chinese provincie Yunnan, worden 29 mensen doodgestoken en vallen minstens 113 gewonden. Vier van de daders worden door de politie doodgeschoten.

### 2 maart
- Op de 86ste Oscaruitreiking wint 12 Years a Slave de prijs voor beste film. Alfonso Cuarón is beste regisseur voor zijn film Gravity. Beste acteur en actrice zijn respectievelijk Matthew McConaughey en Cate Blanchett. De Oscar voor beste niet-Engelstalige film gaat naar de Italiaanse film La grande bellezza.

### 4 maart
- Franse wetenschappers wekken in de Siberische permafrost een 30.000 jaar oud reuzenvirus, Pithovirus sibericum, weer tot leven.
- De Uruguayaan Pablo Bengoechea wordt benoemd tot hoofdcoach van het Peruviaans voetbalelftal.

### 5 maart
- In een veld op de grens van de West-Vlaamse gemeenten Passendale en Moorslede worden meer dan honderd bommen uit de Eerste Wereldoorlog gevonden.
- Het eerste Nederlandse kievitsei van 2014 wordt gevonden in Delwijnen, een dorp in het zuidwesten van de provincie Gelderland.
- De onlangs ontdekte asteroïde 2014 DX110 passeert de Aarde.

### 6 maart
- Het parlement van de Oekraïense deelrepubliek Krim stemt bij decreet voor afscheiding van Oekraïne en aansluiting bij Rusland. De betekenis hiervan is omstreden. In Brussel raken de EU-leiders het eens over stapsgewijze sancties tegen Rusland naar aanleiding van de Russische overname van de Krim.
- Archeologen ontdekken in Portugal een nieuwe dinosaurussoort. Met een lengte van 10 meter en een gewicht van 4 à 5 ton is de soort Torvosaurus gurneyi een van de grotere vleesetende dinosauriërs uit het tijdperk Jura.

### 7 maart
- De Russische president Poetin opent officieel de XIe Paralympische Winterspelen. Uit protest bestaat de delegatie van Oekraïne tijdens de openingsceremonie uit slechts één deelnemer.

### 8 maart
- Een Boeing 777 van Malaysia Airlines die op weg was naar Peking, met 239 mensen aan boord, verdwijnt 2 uur na vertrek vanaf Kuala Lumpur International Airport van de radar en is waarschijnlijk in zee neergestort. (lees verder)

### 9 maart
- De parlementsverkiezingen in Colombia worden gewonnen door de Sociale Partij van Nationale Eenheid van president Juan Manuel Santos.

### 11 maart
- Het Nederlandse bijwerkingencentrum Lareb constateert dat het gebruik van antidepressiva kan leiden tot blijvende seksuele stoornissen.

### 12 maart
- In de New Yorkse wijk Harlem vindt een krachtige gasexplosie plaats. Twee gebouwen storten in, met acht doden en meer dan zestig gewonden tot gevolg.
- De Europese Zuidelijke Sterrenwacht maakt bekend dat een team van astronomen met de Very Large Telescope de grootste gele hyperreus ooit heeft ontdekt. Deze is 1.300 keer zo groot als de Zon en een miljoen keer helderder.

### 13 maart
- Bij een helikoptercrash in het Engelse plaatsje Gillingham komen vier mensen om het leven.
- Na twee dagen loopt het dodental van aanvallen in Noord-Nigeria tussen de stammen de Fulbe en de Hausa op tot meer dan honderd mensen.
- Station Rotterdam wordt geopend.

### 14 maart
- Meer dan honderd mensen worden gedood bij een aanval op drie dorpen van de Fulbe in Midden-Nigeria.

### 16 maart
- Het Syrische regeringsleger neemt de stad Yabrud in, het laatste bolwerk van de opstandelingen in de Syrische Burgeroorlog langs de grens met Libanon.
- Bij een referendum in de autonome republiek van de Krim en Sebastopol stemt een grote meerderheid voor aansluiting bij Rusland. Oekraïne en het westen beschouwen het referendum als onwettig. (lees verder)
- De Servische parlementsverkiezingen worden gewonnen door de coalitie geleid door de centrumrechtse Servische Vooruitgangspartij, die een absolute meerderheid haalt.

### 17 maart
- Wetenschappers maken de ontdekking bekend van sporen van zwaartekrachtgolven ontstaan bij de oerknal in de kosmische achtergrondstraling, geregistreerd door een radiotelescoop op de Zuidpool.

### 18 maart
- Rusland annexeert de Krim. Bij een inval in een legerbasis op de Krim door Russische militairen wordt een Oekraïense militair gedood. Als reactie geeft de Oekraïense regering haar troepen op de Krim toestemming hun wapens te gebruiken.

### 19 maart
- Bij de Nederlandse gemeenteraadsverkiezingen verliezen de PvdA en de VVD veel zetels. D66, SP en de lokale partijen behalen veel zetelwinst. In Amsterdam en andere grote steden is de PvdA voor het eerst sinds vele jaren niet meer de grootste partij, terwijl D66 in diverse grote steden de meeste zetels verwerft. De opkomst bereikt met 53% een historisch dieptepunt.
- Uitlatingen van Geert Wilders over te veel Marokkanen "in Den Haag (en in Nederland)" worden op brede schaal veroordeeld. In de daarop volgende dagen verlaten Roland van Vliet en Joram van Klaveren uit onvrede de PVV-fractie.

### 21 maart
- Bij een aardverschuiving in een goudmijn in Guinee komen minstens acht mensen om.
- De Europese Unie sluit een associatieakkoord met Oekraïne.

### 22 maart
- Door een modderstroom in Snohomish County in de Amerikaanse staat Washington worden de dorpen Oso en Darrington bedolven. Er komen zeker 24 mensen om en er worden meer dan honderd vermist. Er worden circa dertig huizen bedolven.
- Op een luchthaven in de Australische deelstaat Queensland stort een vliegtuigje met vijf skydivers neer. Alle inzittenden kwamen om.
- Minstens 98 mensen komen om wanneer een overladen boot kapseist op het Albertmeer in Oeganda.
- Bij een bomaanslag op een markt nabij de stad Bama in de Nigeriaanse deelstaat Borno vallen zeker zeventien doden. Vermoed wordt dat Boko Haram achter de aanslag zit.
- In Venezuela komen drie mensen om bij meerdere protesten tegen de regering van president Nicolás Maduro.

### 23 maart
- Bij de eerste ronde van de burgemeestersverkiezingen in Frankrijk is het Front National de grote winnaar. In Hénin-Beaumont haalt de kandidaat van het Front zelfs meteen een absolute meerderheid.

### 24 maart
- Een epidemie van het ebolavirus in Guinee verspreidt zich naar Liberia.
- De leiders van de zeven grote geïndustrialiseerde landen besluiten Ruslands lidmaatschap van de G8 tijdelijk op te schorten. Hierdoor wordt de G8 weer G7. De volgende G7-top zal in juni plaatsvinden in de Belgische hoofdstad Brussel, in plaats van de oorspronkelijk geplande top in de Russische stad Sotsji.
- In Den Haag opent de Nederlandse premier Rutte officieel de Nuclear Security Summit 2014. Voorafgaand aan de top brengt president Obama een bezoek aan het Rijksmuseum in Amsterdam.
- Russische militairen nemen de legerbasis Feodosija in. Oekraïne besluit zijn militairen uit de Krim terug te trekken. De autonome republiek van de Krim voert de Russische roebel in.
- Premier Najib Razak van Maleisië maakt bekend dat het vermiste vliegtuig van Malaysia Airlines (vlucht 370) kennelijk ten westen van Australië ter hoogte van Perth in de Indische Oceaan terecht is gekomen.

### 25 maart
- Het UMC in Utrecht maakt bekend dat daar op 19 november 2013 bij een 22-jarige vrouw een volledige kunststof schedel is geïmplanteerd. De kunstschedel is met behulp van een 3D-printer gemaakt. Het ziekenhuis spreekt van een wereldprimeur.
- Barack Obama komt aan in Brussel, waar hij overleg zal plegen met de Belgische autoriteiten, de Europese Unie en de NAVO.

### 26 maart
- Astronomen maken de ontdekking bekend van 2012 VP113, een planetoïde op meer dan 80 AE van de Zon. Het is na Sedna het tweede bekende object in het zonnestelsel voorbij de Kuipergordel.

### 27 maart
- Na jarenlange onderhandelingen sluit de regering van de Filipijnen een vredesverdrag met de islamitische afscheidingsbeweging MILF. In ruil voor meer autonomie in het door hen geclaimde gebied Bangsamoro worden de wapens neergelegd en het streven naar een onafhankelijke staat opgegeven.

### 29 maart
- Bij protesten tegen de regering en president Nicolás Maduro in de Venezolaanse stad San Cristóbal vallen twee doden. Daarmee komt het totale dodental van de protesten op 39.
- Minstens veertien mensen komen om bij een busongeval in de Braziliaanse plaats Manaus.
- In Guinee zijn al 70 mensen gestorven aan het ebolavirus. Gezondheidswerkers vrezen dat het virus, dat was uitgebroken op het platteland, zich vlugger zal verspreiden nu het de hoofdstad Conakry heeft bereikt.
- De partijloze multimiljonair Andrej Kiska wint de tweede ronde van de presidentsverkiezingen in Slovakije. De ondernemer haalt 60% van de stemmen, tegen 40% voor de zittende premier Robert Fico.

### 30 maart
- De Noord-Atlantische Raad benoemt Jens Stoltenberg tot nieuwe secretaris-generaal van de NAVO en opvolger van Anders Rasmussen.
- De Franse Socialistische Partij van president François Hollande verliest in de tweede ronde van de gemeenteraadsverkiezingen. Het extreemrechtse Front National komt in negen bijkomende steden aan de macht. De PS blijft wel aan de macht in Parijs, dat met Anne Hidalgo zijn eerste vrouwelijke burgemeester krijgt.
- De Chinese president Xi Jinping begint een driedaags staatsbezoek aan België, onder andere om de voorzitters van de Europese Unie te ontmoeten. Dit is het eerste officiële bezoek van een Chinees staatshoofd aan de Europese instellingen. Daarnaast brengt de president ook een bezoek aan de reuzenpanda's Hao Hao en Xing Hui in het dierenpark Pairi Daiza.

### 31 maart
- Maart 2014 blijkt de zonnigste maartmaand sinds het KNMI in 1901 met metingen begon. In De Bilt scheen de zon deze maand 203 uur, ruim boven het langjarig gemiddelde van 122 uur.

## Overleden
<< · januari · februari · maart · april · mei · juni · juli · augustus · september · oktober · november · december · >>